# Йорданія на літніх Олімпійських іграх 1984
Йорданія брала участь у Літніх Олімпійських іграх 1984 року у Лос-Анджелесі (США) удруге за свою історію, але не завоювала жодної медалі. Збірну країни представляла 1 жінка.